# Necromys
Necromys е род дребни гризачи от семейство Хомякови, разпространени в Южна Америка. Като синонимни названия в специализираната литература може да бъде срещнат и с имената Bolomys или Cabreramys.

## Видове
Родът е представен от 10 живи вида и е близкородствен с представителите на род Akodon.
- Вид Necromys amoenus
- Вид Necromys benefactus
- Вид Necromys lactens
- Вид Necromys lasiurus
- Вид Necromys lenguarum
- Вид Necromys lilloi[1]
- Вид Necromys obscurus
- Вид Necromys punctulatus
- Вид Necromys temchuki
- Вид Necromys urichi
- Вид †N. bonapartei[2]